# Basse-Terre (miasto)
Basse-Terre – stolica francuskiego departamentu zamorskiego Gwadelupy. Miasto położone jest na zachodnim wybrzeżu  wyspy Basse-Terre, 6 km od jej południowo-zachodniego krańca. Nad miastem góruje wulkaniczny szczyt Soufrière. Populacja wynosi 11.300 mieszkańców (2006). Znaczenie Basse-Terre zmalało po przyłączeniu do Gwadelupy wyspy Grande-Terre.